# Amy Taylor
Amy Taylor (Canberra, 11 giugno 1979) è un'ex calciatrice australiana.
Ha giocato per le Canberra Eclipse della Australian Women's National Soccer League e per le Hampton Roads Piranhas del campionato statunitense W-League.
Dal 1997 al 2005 ha fatto parte della nazionale australiana. Ha segnato il suo primo gol con la nazionale nel 1997 (unico gol dell'Australia nella sconfitta per 1-9 contro gli Stati Uniti).
Oltre che per le qualità come difensore sul campo da calcio, è famosa anche per aver posato nuda per la copertina di un calendario sexy del 2000 delle "Matildas" (le giocatrici della nazionale di calcio australiana).